# Bahnhof West Croydon

Der Bahnhof West Croydon befindet sich im London Borough of Croydon und ist in der Travelcard Zone 5 verzeichnet. Hinter East Croydon ist er der zweitgrößte Bahnhof Croydons. Er befindet sich in Besitz der Network Rail, wird aber von TfL verwaltet. Nebst Zügen der Southern wird die Station auch von Zügen der London Overground bedient; West Croydon ist einer der drei südlichen Endpunkte der East London Line. Ebenfalls ist West Croydon ein Umsteigepunkt zwischen Eisenbahn und der Tramlink.

## Geschichte
An der Stelle des Bahnhofs befand sich zwischen 1809 und 1836 ein Becken des Croydon Canal, welcher jedoch der Eisenbahn weichen musste und zugemauert wurde. Erschlossen wurde das Hafenbecken von der Surrey Iron Railway, deren Schienennetz der später eröffneten Strecke nach Wimbledon zugrunde lag. 1839 wurde der Bahnhof von der London and Croydon Railway unter dem Namen Croydon eröffnet. Der Bahnhof der London and Brighton Railway, heute East Croydon, trug damals denselben Namen. Den heutigen Namen bekam der Bahnhof 1851, nachdem sich die L&CR und die L&BR zur London, Brighton and South Coast Railway (LB&SCR) zusammengeschlossen hatte und East Croydon bereits 1846 seinen heutigen Namen erhielt. 1855 eröffnete die Wimbledon and Croydon Railway Company eine Bahnstrecke von West Croydon zum Bahnhof Wimbledon.
1930 wurde das bisherige Empfangsgebäude bei der Bushaltestelle an der Station Road geschlossen und durch das heute bestehende an der London Road ersetzt. Die ehemalige Schalterhalle figuriert heute als Ladengeschäft. 1997 wurde die Strecke nach Wimbledon stillgelegt, der für deren Züge genutzte Kopfbahnsteig 2 wurde jedoch bis 2008 beibehalten. Die Stilllegung erfolgte für den Umbau der Strecke für die Straßenbahn, die Tramlink ging 2000 in Betrieb. Jedoch hält sie nicht im Bahnhof, sondern in einer gemeinsamen Bus- und Straßenbahnhaltestelle an der Station Road. Sie ist über einen kurzen Fußweg vom Bahnhof zu erreichen, eine Direktverbindung zu den Bahnsteigen existiert zurzeit nicht, soll jedoch mittelfristig in Form von erneuten Umbaumaßnahmen eingerichtet werden.
2009 wurde die Gleisanlage als Vorbereitung für die 2010 eröffnete Verlängerung der East London Line umgebaut. Während das Gleis 1 beibehalten wurde, musste das ehemalige Gleis 2 dem Gleis 3 weichen.

## Verkehr

### Eisenbahn
Southern
Southern bietet stündlich folgenden Verkehr an:
- 4 Züge nach London Victoria über Thornton Heath, Balham und Clapham Junction
- 2 Züge nach London Victoria über Norwood Junction, Crystal Palace, Balham und Clapham Junction
- 2 Züge nach London Bridge über East Dulwich und Peckham Rye
- 4 Züge nach Sutton, wobei je einer nach Epsom oder Epsom Downs verlängert wird

Zu den Stoßzeiten kommen noch zusätzliche Züge der Relationen London Bridge–Guildford und London Bridge–Dorking
London Overground
West Croydon ist einer der vier südlichen Endstationen und wird im Viertelstundentakt von folgender Relation bedient:
- West Croydon–Norwood Junction–Sydenham–New Cross Gate–Canada Water–Whitechapel–Shoreditch High Street–Dalston Junction–Highbury & Islington

### Tramlink
Tramlink bedient West Croydon mit allen drei Linien an:
- Linie 1: West Croydon – East Croydon – Elmers End
- Linie 2: West Croydon – East Croydon – Beckenham Junction
- Linie 3: Wimbledon – Mitcham Junction – West Croydon – East Croydon – New Addington

### Busverkehr
In der unmittelbaren Nähe des Bahnhofs gibt es zwei Bushaltestellen, einerseits den direkten Zugangsknoten an der Station Road, andererseits noch die Haltestelle St. Michaels Road. Beide Stationen werden von insgesamt 24 Linien bedient, St. Michaels Road zusätzlich noch von drei Nachtbuslinien.

## Trivia
- 1912 brach auf dem Bahnhof der Komponist Samuel Coleridge-Taylor als Folge von Überarbeitung und einer Lungenentzündung zusammen und starb wenig später im Alter von nur 37 Jahren.